# Tikhi Liman
Tikhi Liman (en rus: Тихий Лиман) és un poble (un possiólok) de l'óblast de Rostov, a Rússia, que en el cens del 2010 tenia 636 habitants, pertany al districte de Remóntnoie.